# Cryphia omotoi
Cryphia omotoi là một loài bướm đêm trong họ Noctuidae.